# Colias hyale
Colias hyale es una especie de mariposa, de la familia de las piérides, que fue descrita originalmente con el nombre de Papilio hyale, por Linnaeus, en 1758, a partir de ejemplares procedentes de Europa y África.

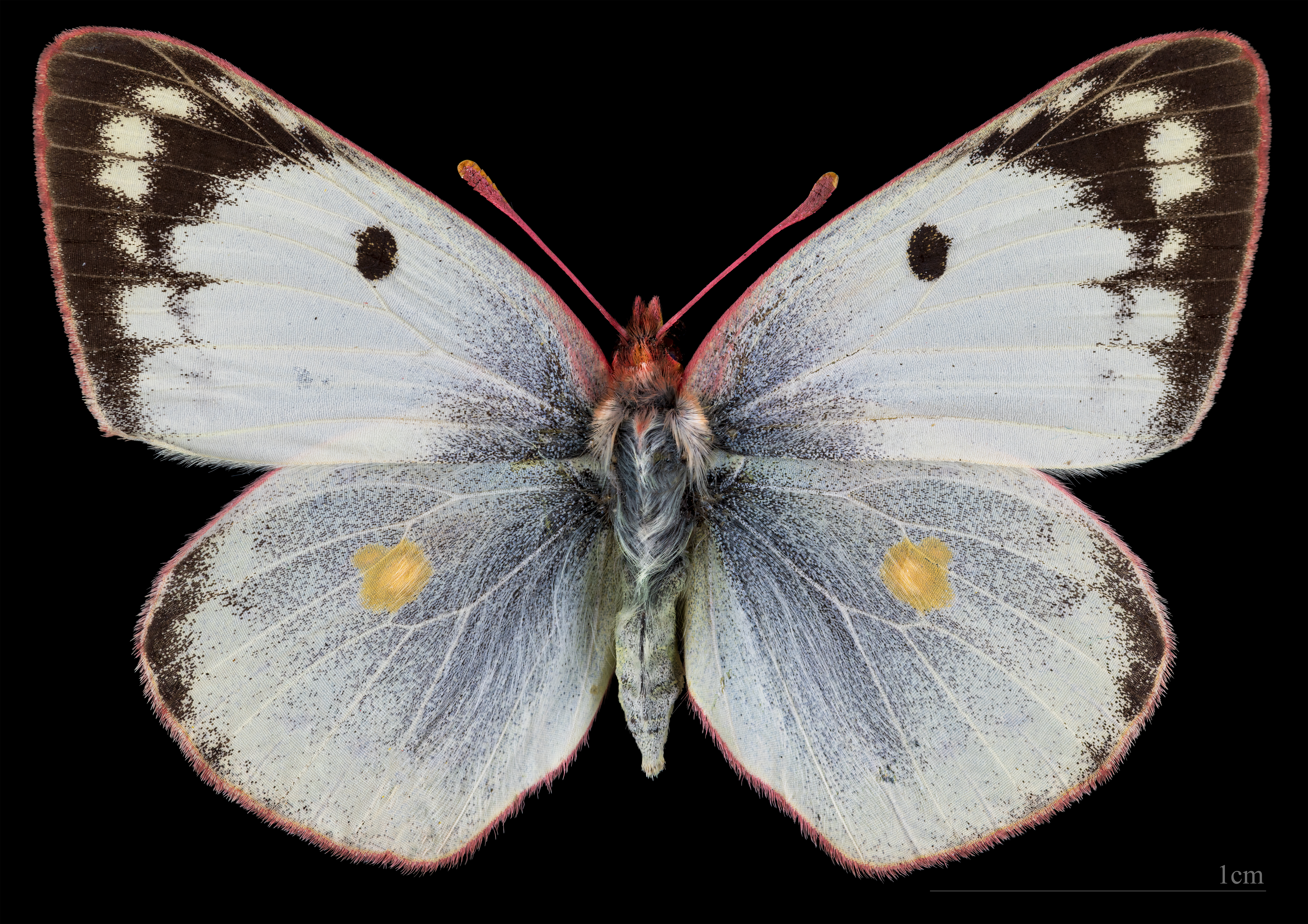
Colias hyale ♀
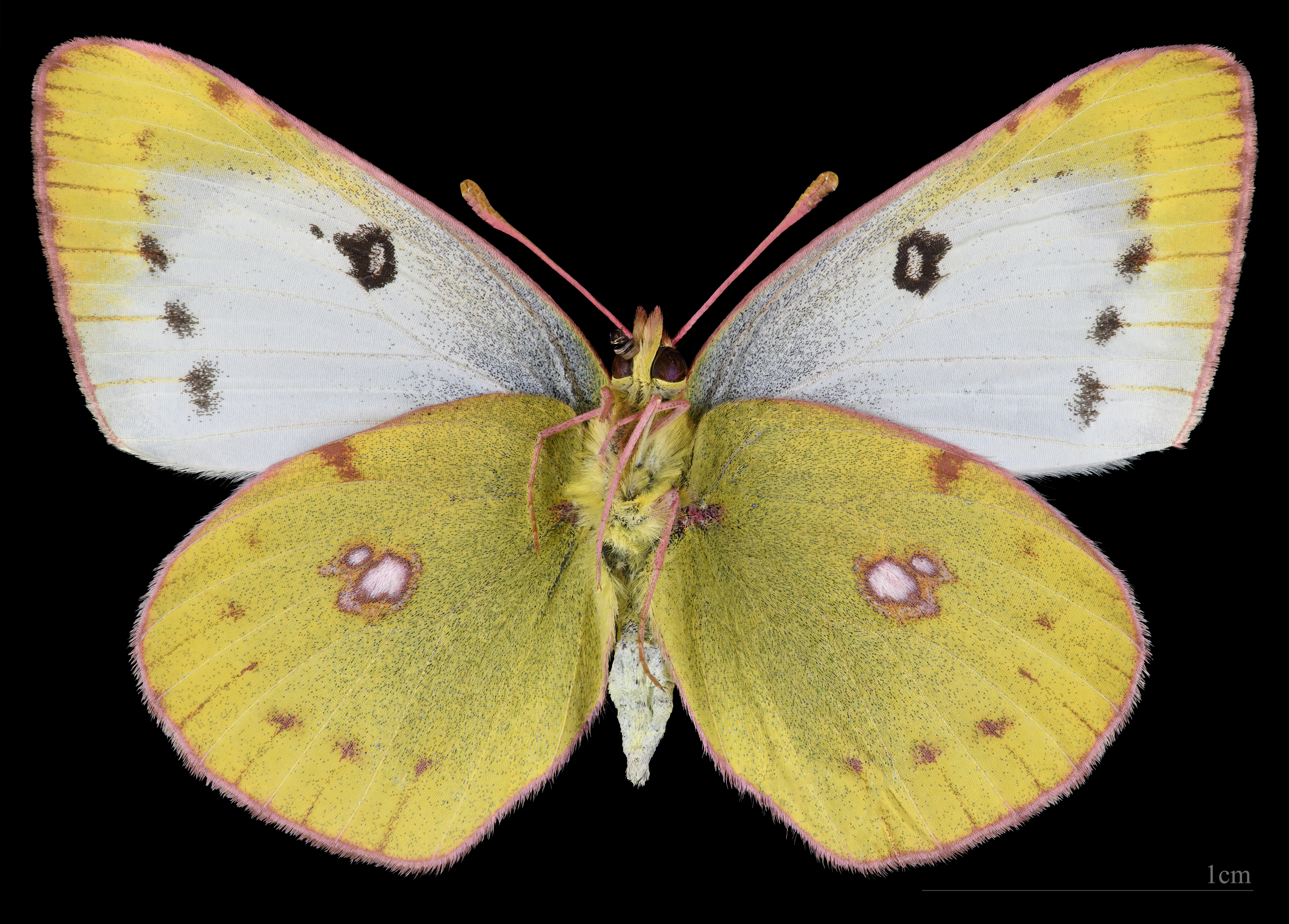
Colias hyale ♀ △

## Distribución
Colias hyale se encuentran en la región Paleártica y han sido reportadas en 34 países.

## Plantas hospederas
Las larvas de C. hyale se alimentan de plantas de la familia Fabaceae. Entre las plantas hospederas reportadas se encuentran Medicago sativa, Vicia cracca y especies no identificadas de los géneros Trifolium, Coronilla, Cytisus y Lotus.